# Oxytropis qilianshanica
Oxytropis qilianshanica är en ärtväxtart som beskrevs av C.W.Chang och C.L.Zhang. Oxytropis qilianshanica ingår i släktet klovedlar, och familjen ärtväxter. Inga underarter finns listade i Catalogue of Life.